# Classe Commerce de Marseille
Ne doit pas être confondu avec la classe Océan du XIXe siècle.
La classe Commerce-de-Marseille (ou classe Océan) est une série de seize vaisseaux de 118 canons, lancés par la France entre 1788 et 1854.
La première unité de la série est le Commerce-de-Marseille, lancé en 1788, d'où le nom de cette série. Elle est toutefois souvent appelée classe Océan d'après l’Océan, deuxième navire construit sur ce modèle, qui a fait une carrière longue de 65 ans contrairement au Commerce de Marseille.
Il s'agit de vaisseaux à trois ponts, nettement plus grands que tous les autres vaisseaux des marines de guerre de la fin du XVIIIe siècle. Puissants et solides lors des combats, ils sont aussi manœuvrants que les deux-ponts français de 74 canons et 80 canons de la même époque, quoiqu'un peu plus lents. Ils sont aussi plus coûteux et exigeants à construire, et demandent un équipage nettement plus nombreux, ce qui explique que seize seulement seront mis en chantier avant la chute de l'Empire.
La France aura ainsi construit, face à la puissance anglaise et la conséquence de celle-ci, les plus grands et puissants navires de ligne de tous les temps.

## Conception
À la suite de ses défaites pendant la guerre de Sept Ans (1756-1763), le royaume de France s'est lancé dans un effort important de construction navale. Juste après la guerre d'indépendance des États-Unis (1778-1783), cet effort se poursuit, entraînant des dépenses considérables. Le secrétariat d'État de la Marine tente alors de se limiter à quelques modèles standardisés pour faire des économies d'échelle : pour les vaisseaux trois-ponts devant servir de vaisseaux-amiraux, le chevalier de Borda (inspecteur des constructions navales) choisit parmi six projets proposés en 1784 celui de l'ingénieur Sané.
Sané avait déjà standardisé auparavant la production des frégates de 18 (en 1782 avec la classe Hébé), puis celle des vaisseaux de 74 (à partir de 1782 avec la classe Téméraire). Plus tard il sera à nouveau retenu pour définir le modèle des vaisseaux de 80 canons (à partir de 1789 avec la classe Tonnant).
Le 30 septembre 1785, Versailles donne l'ordre de construire les deux premières unités de la série : l'une à Toulon sous le nom de Commerce-de-Marseille, l'autre à Brest sous le nom d’États-de-Bourgogne.
À terme, le programme de 1786 prévoit neuf vaisseaux de 118 canons, chacun devant servir de vaisseau-amiral à l'une des neuf escadres (cinq à Brest, deux à Toulon et deux à Rochefort).
En 1790, le Commerce-de-Marseille étant terminé, un troisième vaisseau de 118 est mis en chantier, baptisé le Dauphin-Royal. La République poursuit la production avec deux autres unités (la République-française et le Peuple), auxquelles l'Empire rajoute onze de plus (l’Austerlitz, le Wagram, l’Impérial, etc.), dont cinq seulement sont terminés en 1815. Au total, la série compte seize unités.
Sous le Second Empire, quatre d'entre eux sont équipés d'une hélice et d'une machine à vapeur (de 140 à 650 chevaux), nécessitant l'embarquement de 200 à 445 tonnes de charbon (selon le modèle de la machine) dans les cales.

## Caractéristiques

### Dimensions

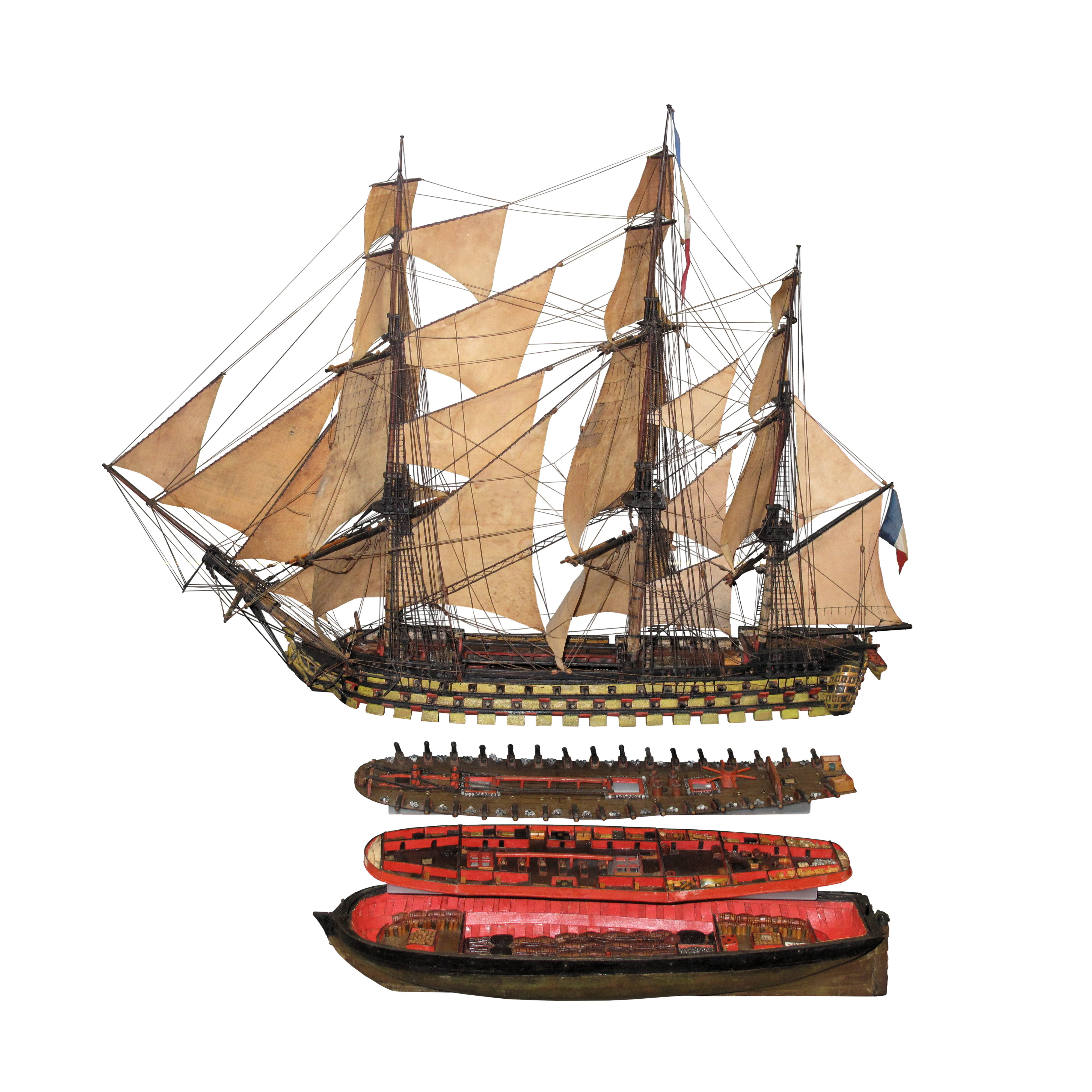
Maquette démontable montrant la disposition intérieure des ponts inférieurs d'un vaisseau de type Commerce de Marseille. Exposée au Musée suisse des transports à Lucerne.

La coque fait 196 pieds 6 pouces (soit 65,18 mètres) de long de l'étrave à l'étambot, 50 pieds de large (16,24 mètres) et 25 pieds de creux (8,12 mètres de tirant d'eau). 
Le déplacement approche les 3 000 tonneaux (soit 5 100 tonnes) ; malgré les 3 200 m2 de voiles, la vitesse ne dépasse pas les 9 ou 10 nœuds.
La largeur importante de ces vaisseaux leur donne une grande stabilité, ce qui n'est pas négligeable lors des tirs.
Par contre, un tel tirant d'eau a eu des conséquences funestes pour la flotte française lors de la bataille d'Aboukir, obligeant la ligne de vaisseaux à mouiller loin de la côte, ce qui permet aux Britanniques de prendre les Français entre deux feux.
Les vaisseaux de 118 canons français conçus par Sané sont plus lourds et plus longs que le Santísima Trinidad espagnol (de 138 canons) ou le HMS Victory britannique (de 104 canons) ; mais d'après les Britanniques qui s'emparent du Commerce-de-Marseille à Toulon en 1793, le gros trois-ponts manœuvre comme une frégate (mais sans en avoir la vitesse).

### Armement
Bien que dénommés « vaisseaux de 118 canons », les unités de la série portent de 124 (selon le règlement de 1786) à 136 (selon le règlement de 1806) pièces d'artillerie si on compte les caronades :

32 canons de 36 livres en première batterie ;

34 canons de 24 livres en deuxième batterie ;

34 canons de 12 livres en troisième batterie ;

18 canons de 8 livres et 6 obusiers de 36 livres sur les gaillards.

Le poids total d'une bordée est de 1 368 livres de boulets en fonte.
À partir de l’Impérial, lancé en 1803, les canons de 12 livres de la troisième batterie sont remplacés par des 18 livres.

Le poids d'une bordée passe à 1 470 livres de fonte.
À partir de l’Austerlitz, lancée en 1806, l'armement des gaillards est modifié, ils portent désormais 14 canons de 8 livres et 12 caronades de 36 livres.

Le poids d'une bordée passe à 1 562 livres de fonte.
Sous la monarchie de Juillet et le Second Empire, les vaisseaux de la série sont successivement réarmés avec 120 canons de 30 livres.

Le poids d'une bordée passe alors à 1 902 livres de fonte.

### Équipage
Selon le règlement français du 1er janvier 1786, l'équipage de temps de guerre doit être théoriquement de 1 117 hommes (780 en temps de paix) : soit 16 officiers, 9 élèves ou volontaires, 81 officiers-mariniers, 66 canonniers (des troupes de marine), 8 timoniers, 638 matelots, 180 soldats (troupes de marine ou infanterie de ligne), 80 mousses, 19 surnuméraires et 17 valets.
Les officiers sont : un capitaine de vaisseau (le commandant), un major (c'est un nouveau grade dans la marine), sept lieutenants, sept sous-lieutenants (le nouveau nom pour les enseignes).
Les officiers-mariniers sont ceux de manœuvre (2 premiers maîtres, 3 seconds maîtres, 4 contre-maîtres et 24 quartiers-maîtres), de pilotage (2 premiers pilotes, 2 seconds pilotes, 6 aides-pilotes et 2 pilotes côtiers), de canonnage (4 maîtres-canonniers, 7 seconds maîtres-canonniers, un maître-armurier et un garde-armurier), de charpentage (un maître-charpentier, 2 seconds maîtres-charpentiers et 6 aides-charpentiers), de calfatage (un maître-calfats, 2 seconds maître-calfats et 6 aide-calfats) et de voilerie (un maître-voilier, un second maître-voilier et 3 aides-voiliers).
Les surnuméraires correspondent au chirurgien, aides-chirurgiens, apothicaires, premiers commis du munitionnaire, seconds commis, maîtres-valets, coqs, bouchers, boulangers et au tonnelier.
Sous la République et l'Empire, l'équipage théorique passe à 1 130 hommes (825 en temps de paix), dont 17 officiers (un capitaine de vaisseau, un capitaine de frégate, six lieutenants et neuf enseignes) auxquels se rajoutent neuf aspirants.

## Navires de la classe
| Nom                      | Arsenal   | Construction | Historique | Fin                                              |
| le Commerce-de-Marseille | Toulon    | 1786-1790    | capturé par les Britanniques à Toulon en août 1793 il est renommé le HMS Commerce-de-Marseille ; très endommagé par un ouragan en 1795, il est transformé en ponton-prison | démoli en 1802                                   |
| les États-de-Bourgogne   | Brest     | 1786-1790    | renommé la Montagne en 1793, il est le navire amiral de Villaret-Joyeuse et de l'escadre de l'Atlantique lors de la bataille du 13 prairial an II, et de la désastreuse campagne du Grand Hiver, décembre 1794, février 1795. Renommé le Peuple le 27 mai 1795, et portant toujours la marque de Villaret-Joyeuse, il participe le 23 juin 1795 au combat de Groix. Il devient l’Océan le 26 juin 1795 et sous ce nom il participe à la non moins infortunée expédition de Saint-Domingue en 1801. Sous l'Empire il reste longtemps à Brest mais en 1809, il est le navire amiral de l'escadre commandée par l'amiral Zacharie Allemand qui s'apprête à partir pour les Antilles quand elle est attaquée par des brûlots lors de la bataille de l'île d'Aix où il échappe de peu à l'incendie. | démoli en 1855                                   |
| le Dauphin-Royal         | Toulon    | 1790-1793    | renommé le Sans-Culotte en 1792, il participe aux combats autour des îles d'Hyères, puis à la bataille de Gênes le 14 mars 1795. Rebaptisé l’Orient en 1795, il est le navire amiral de l'escadre de la Méditerranée qui échappe à la flotte de Nelson, s'empare de Malte et conduit et débarque l'armée de Bonaparte à Alexandrie lors la campagne d'Égypte en 1798. | explose lors de la bataille d'Aboukir            |
| le Peuple                | Brest     | 1793-1803    | renommé le Vengeur en 1794 puis l’Impérial en 1805 | sabordé après la bataille de San Domingo en 1806 |
| la République-française  | Rochefort | 1794-1803    | renommé le Majestueux en 1803, navire amiral de Zacharie Allemand lors de sa chasse dans l'Atlantique Nord en 1805-1806 | démoli en 1839                                   |
| l’Austerlitz             | Toulon    | 1806-1809    | | démoli en 1837                                   |
| le Marengo               | Rochefort | 1807-1851    | renommé la Ville-de-Vienne en 1807, le Comte-d'Artois en 1814 et la Ville-de-Paris en 1830 | démoli en 1882                                   |
| le Monarque              | Toulon    | 1809-1810    | renommé le Wagram en 1810 | démoli en 1837                                   |
| le Montebello            | Toulon    | 1810-1813    | | désarmé en 1867                                  |
| l’Impérial               | Toulon    | 1810-1814    | renommé le Royal-Louis en 1814 | démoli en 1825                                   |
| le Tonnant               | Rochefort | 1811-1854    | renommé le Louis-XIV en 1828 | démoli en 1880                                   |
| le Roi-de-Rome           | Brest     | 1811-        | renommé l’Inflexible en 1814 puis le Sans-Pareil en 1815 | construction abandonnée en 1815                  |
| l’Inflexible             | Cherbourg | 1812-1840    | renommé le Duc-de-Bordeaux en 1824, le Friedland en 1830 et le Colosse en 1865 | démoli en 1864                                   |
| le Héros                 | Toulon    | 1812-1813    | | démoli en 1828                                   |
| le Formidable            | Toulon    | 1813-1824    | renommé le Trocadéro en 1823 | démoli en 1836                                   |
| le Souverain             | Toulon    | 1813-1840    | | démoli en 1885                                   |